# Ne retiens pas tes larmes
Ne retiens pas tes larmes – trzeci singel promujący pierwszy studyjny album Amel Bent – Un jour d’eté. Autorem tekstu jest Franck Sitbon.

## Lista utworów
1. Ne retiens pas tes larmes
2. À mon amour...